# Маріанне Зіммель
Маріанне Леоноре Зіммель (англ. Marianne Leonore Simmel, 3 січня 1923 р. — 24 березня 2010 р.) — німецько-американська психологиня з особливим інтересом до когнітивної нейропсихології.
Внучка відомого соціолога і філософа Георга Зіммеля, вона народилася в асимільованій єврейській родині в Єні, Тюрингія, Німеччина, батько — лікар Ганс Ейген Зіммель, професор, і мати — Ельзе Роуз, педіатр. У неї були молодші брати та сестри Єва Барбара, Арнольд Георг та Герхард Фрідріх.
У березні 1940 р. її родина імігрувала до США разом як біженці без громадянства і подала заяву про отримання громадянства пізніше того ж року. Сім'я спочатку була розділена в Нью-Йорку; батьки жили окремо від дітей, які жили в будинках різних друзів.
У віці 17 років, маючи лише вісім класів освіти, Маріанна жила в Квінсі, працюючи економкою в іншої єврейської родини. За дев'ять років потому вона отримала ступінь доктора філософії у Гарвардському університеті, а згодом працювала на факультеті медичного коледжу в університеті Іллінойсу в Чикаго та в університеті Брандейс.
З Фріцем Хайдером Зіммель була співавтором «Експериментального дослідження очевидної поведінки», де досліджувався досвід анімації. Дослідження показало, що суб'єкти схильні приписувати наміри певним відображенням неживих двовимірних фігур. Цей результат був використаний для встановлення «людського інстинкту до розповідей» та для важливих даних у вивченні теорії розуму.
Окрім ранньої роботи з Хайдером, Зіммель зробила важливий внесок у когнітивну нейропсихологію, наприклад, у своїй роботі над явищем фантомної кінцівки
Вона померла в Північному Істхемі, штат Массачусетс.